# Alto Lucero, Alto Lucero de Gutiérrez Barrios
Alto Lucero är en ort i Mexiko.   Den ligger i kommunen Alto Lucero de Gutiérrez Barrios och delstaten Veracruz, i den sydöstra delen av landet, 250 km öster om huvudstaden Mexico City. Alto Lucero ligger 1 119 meter över havet och antalet invånare är 4 564.
Terrängen runt Alto Lucero är lite bergig. Runt Alto Lucero är det ganska tätbefolkat, med 62 invånare per kvadratkilometer. Närmaste större samhälle är Jacarandas, 18,9 km sydväst om Alto Lucero. I omgivningarna runt Alto Lucero växer huvudsakligen savannskog.